# 萝宾·克拉克
萝宾·克拉克（英語：Robin Clarke，？—），新西兰女子赛艇运动员。她曾代表新西兰参加1986年英联邦运动会赛艇比赛，获得女子双人双桨金牌。